# Hélène Metzger
Hélène Metzger (26 de agosto de 1889-7 de marzo de 1944) fue una filósofa de la ciencia, química e historiadora científica francesa. Sus escritos tratan principalmente de la historia de la Química. Debido a su origen judío, fue deportada durante la Segunda Guerra Mundial al campo de concentración de Auschwitz, donde murió.

## Biografía
Hélène Metzger nació como Hélène Bruhl en 1889 en las cercanías de París. Su padre, Paul Bruhl provenía de una familia de negociantes de diamantes y piedras preciosas, que posiblemente fuera la fuente del interés por la cristalografía de Metzger. Su tío Lucien Lévy-Bruhl fue un influyente antropólogo francés.
Su madre, Eugénie Emilie, falleció cuando su hija tenía solo dos años de edad. Su padre se casó de nuevo, pero Metzger nunca formó una buena relación con su madrastra. Decidió proseguir una educación a pesar de la oposición paterna y asistió a La Sorbona, donde consiguió un diploma por su estudio de la estructura del clorato de litio. En 1913 se casó con Paul Metger, quien murió en una batalla durante la Primera Guerra Mundial.
En 1918 obtuvo un doctorado. Su tesis versaba sobre la historia de la cristalografía. Desde entonces su trabajo se centró en la historia de la química en Francia, particularmente en los siglos XVII y XVIII. Tras la ocupación alemana de París se trasladó a Lyon, donde inició un estudio sobre el monoteísmo en el judaísmo que atrajo la atención del régimen de Vichy sobre su origen judío. El 8 de febrero de 1944 fue detenida y posterorimente deportada Auschwitz donde murió en la cámara de gas el 10 de marzo de 1944.

## Obra y legado
Publicó nueve libros, treinta y seis artículos y numerosos informes. En sus escritos sobre la historia de la Química se aleja de las figuras más conocidas y explora en cambio personajes con menos reconocimiento pero cuyo trabajo tuvo un impacto notable en el desarrollo de la química moderna. Autores contemporáneos como Gaston Bachelard y Émile Meyerson citaron a menudo a sus trabajos y Thomas Kuhn, en la introducción de su libro La Estructura de Revoluciones Científicas (1962) se refirió a ella como una de sus inspiraciones principales.
La lista de sus obra comprende:
- La genèse de la science des cristaux (1918)[4]
- Les doctrines chimiques en France du début du XVIIe à la fin du XVIIIe siècle (1923)[5]
- Les concepts scientifiques (1926)[6]
- Newton, Stahl, Boerhaave et la doctrine chimique (1930)[7][8]
- La chimie (1930)
- La Philosophie de la matière chez Lavoisier (1935)
- Attraction universelle et religion naturelle chez quelques commentateurs anglais de Newton (1938)[9][10][11]
- La science, l'appel de la religion et la volonté humaine (1954)
- La méthode philosophique en histoire des sciences (1987) (ed. Gad Freudenthal)

## Reconocimientos y honores
Metzger fue tesorera de la Academia Internacional de Historia de la Ciencia en 1929, directora de la biblioteca de la historia de la ciencia en el Centre international de synthèse en 1939 y secretaria del Grupo Francés de Historiadores de la Ciencia. La Academia de Ciencias de Francia le otorgó el Premio Binoux.